# Chrysler Royal
Pour plus d'informations sur la Chrysler Royal australienne, voir Chrysler Royal (Australie).
La Chrysler Royal était une grande voiture produite par le constructeur automobile américain Chrysler. Le nom Royal est apparu pour la première fois en 1933 comme nom de modèle pour la série CT. Les caractéristiques comprenaient des portes suicide arrière, des doubles essuie-glaces, des doubles feux arrière et un double klaxon en chrome Les prix allaient de 895$ pour la version coupé à 1085$ pour le cabriolet et la berline.

## Aperçu
En 1937, la série C-16 V6 a été rebaptisée Royal, en remplacement de la Chrysler Six. La Royal est resté comme le modèle 6-cylindres d'entrée de gamme pour Chrysler jusqu'à ce qu'il soit abandonné à la fin des années 1950, faisant ainsi de la Chrysler Windsor la voiture d'entrée de gamme pour l’année 1951. En novembre 1936, la Royal était disponible en dix types de carrosserie, le coupé à partir de $715, avec la berline à quatre portes à $815.
Le nom Chrysler Royal a été repris par Chrysler en Australie, en 1957, pour la Plymouth Royal australienne. Le nom Royal a également été repris pour la Dodge Royal nord-américaine de 1955.
Le nom a ensuite été appliqué comme niveau de finition de la Chrysler Newport de 1970 à 1972; Ce serait sa dernière utilisation sur n'importe quel véhicule de marque Chrysler. Il a été utilisé sur les pick-up et camionnette Dodge Ram jusqu'au début des années 1990.